# Chettipalayam (Tirupur)
Chettipalayam es una ciudad censal situada en el distrito de Tirupur en el estado de Tamil Nadu (India). Su población es de 37620 habitantes (2011). Se encuentra a 7 km de Tirupur y a 45 km de Coimbatore.

## Demografía
Según el censo de 2011 la población de Chettipalayam era de 37620 habitantes, de los cuales 19072 eran hombres y 18548 eran mujeres. Chettipalayam tiene una tasa media de alfabetización del 84,07%, superior a la media estatal del 80,09%: la alfabetización masculina es del 89,38%, y la alfabetización femenina del 78,60%.